# 杜娟
杜娟（1942年11月12日—1969年11月30日），本名彭小萍，香港電影女演員。

## 生平
杜娟原籍四川成都，於蘇州出生，12歲舉家遷居香港。後來輟學，隨父親進入片廠打工。杜娟於1958年正式加入邵氏電影公司，改藝名「杜娟」。
杜娟憑《巫山春回》（1963）獲得第2屆金馬獎最佳女配角。1964年，杜娟與家族經營九龍巴士的雷啟成結婚，但其後夫妻失和離婚。1969年11月30日，杜娟與友人女設計師何芝瑤在九龍寓所自殺身亡，身後遺下6歲的兒子。

## 电影作品
| 上映年份       | 电影名           | 角色         |
| 1958年12月3日  | 妙手回春         | 女护士       |
| 1959年2月14日  | 青春儿女         | 女学生       |
| 1959年6月29日  | 江山美人         | 村姑         |
| 1960年4月14日  | 晓风残月         | 丽丽         |
| 1960年4月28日  | 蕉风椰雨         | 冯淑芳       |
| 1960年5月26日  | 后门             | 女邻居       |
| 1960年8月5日   | 狂恋             | 庄爱丽       |
| 1960年9月28日  | 桃色风云         | 白瑛         |
| 1960年10月13日 | 一树桃花千朵红   | 沈宝珍       |
| 1961年2月14日  | 皆大欢喜         | 孙小姐       |
| 1961年5月12日  | 侬本多情         | 伊达         |
| 1961年7月6日   | 盲目的爱情       | 吕绿绮       |
| 1961年7月13日  | 隔墙艳史         | 梅兰         |
| 1961年7月21日  | 神仙·老虎·狗     | 孙曼丽       |
| 1961年11月1日  | 手槍             | 交际花       |
| 1961年11月29日 | 南北姻缘         | 冯毓秀       |
| 1962年8月3日   | 红楼梦           | 紫鹃         |
| 1962年10月2日  | 白蛇传           | 小青（青蛇） |
| 1963年2月14日  | 妙人妙事         | 钱芬         |
| 1963年2月28日  | 巫山春回         | 小芬         |
| 1963年5月18日  | 姊妹情仇         | 蕙兰         |
| 1963年9月6日   | 杜鹃花开         | 林维丽       |
| 1964年9月19日  | 黑森林           | 美甸娜       |
| 1965年2月19日  | 山歌姻缘         | 宋玉兰       |
| 1966年2月16日  | 虎侠歼仇         | 小青         |
| 1966年11月8日  | 边城三侠         | 李居山妻     |
| 1967年6月18日  | 黑鹰             | 胡媚         |
| 1967年7月12日  | 特警009          | 周萍萍       |
| 1967年9月13日  | 艳阳天           | 洪玲         |
| 1968年5月8日   | 情人不要忘记我   | 王美美       |
| 1968年5月8日   | 危险十七岁       |              |
| 1968年5月15日  | 方世玉三打木人巷 |              |
| 1969年3月16日  | 飞贼白菊花       | 甘兰娘       |
| 1969年5月10日  | 猎人             | 李仪美       |